# Olimpija Liepāja
L'Olimpija Liepāja è stata una società calcistica lettone che tra gli anni venti e trenta fu tra le più forti del suo campionato di calcio e la prima a vincere il titolo dal 1927, anno in cui furono unificate le leghe di Riga e quelle delle altre città. Era la squadra della città di Liepāja, rappresentata poi fino al 2013 dal Metalurgs Liepāja.

## Storia
L'Olimpija fu fondata nel 1909 come un club ciclistico, diventando solo in seguito un club principalmente calcistico. Fino al 1924, la squadra più importante della città era il Liepājas LNMS. In quell'anno, l'Olimpija fu seconda classificata tra le squadre lettoni di provincia (ovvero le squadre non di Riga) e l'anno successivo fu prima, ottenendo la possibilità di affrontare il Rīgas FK per il titolo. Fu sconfitta 3 a 4, ma restò la prima squadra di provincia a rappresentare un pericolo per le squadre della capitale.
Anche nel 1926 l'Olimpija fu il secondo club in Lettonia e molti suoi calciatori fecero parte della squadra nazionale. Nel 1927 fu fondata la Virslīga, nella quale potevano giocare squadre di Riga e di altre città. Il primo campionato fu vinto proprio dall'Olimpija, così come le due successive edizioni. Dal 1928 al 1930, inoltre, la squadra ottenne per tre volte consecutive la Coppa di Riga, tanto da entrarne in possesso definitivamente. Dopo tre anni non coronati da successi (nel 1930 e nel 1931 fu seconda dietro il Rīgas FK, nel 1932 fu quarta), nel 1933 tornò ad essere campione di Lettonia. I successivi titoli vennero vinti nel 1936, nel 1938 e nel 1939.
Dopo l'occupazione del 1940 da parte dell'Unione Sovietica, la squadra fu sciolta, per essere poi ricostituita nel 1941 durante l'occupazione nazista. Nel 1944 fu poi sciolto definitivamente.
Tra il 1990 e il 1993, il Metalurgs Liepāja assunse la denominazione di Olimpija Liepāja, proprio in onore della precedente squadra della stessa città.

## Palmarès

### Competizioni nazionali
- Campionato lettone: 7

1927, 1928, 1929, 1933, 1936, 1937-38, 1938-39

### Competizioni regionali
- Coppe di Riga: 3

1928, 1929, 1930

### Altri piazzamenti
- Campionato lettone:

Secondo posto: 1925, 1926, 1935